# اشلی لارنس (فوتبال)
اشلی لارنس (به انگلیسی: Ashley Elizabeth Lawrence) (متولد ۱۱ ژوئن ۱۹۹۵) یک بازیکن فوتبال کانادایی و عضو تیم ملی کانادا است.

## باشگاه

### وان آزوری
در ماه ژوئن سال ۲۰۱۶ لارنس قراردادی با باشگاه وان آزوری (به انگلیسی: Vaughan Azzurri) از لیگ۱ انتاریو برای بازی‌های مقدماتی المپیک ریو ۲۰۱۶ امضا کرد.

## زندگی شخصی
پدر او اهل یارموت نوا اسکوشیا و مادرش از جامائیکا است. لارنس در تیم فوتبال دانشگاهی دانشگاه ویرجینیای غربی شرکت داشت.

## افتخارات
کانادا
- بازی‌های المپیک تابستانی: برنز ۲۰۱۶